# Srnčík čínský

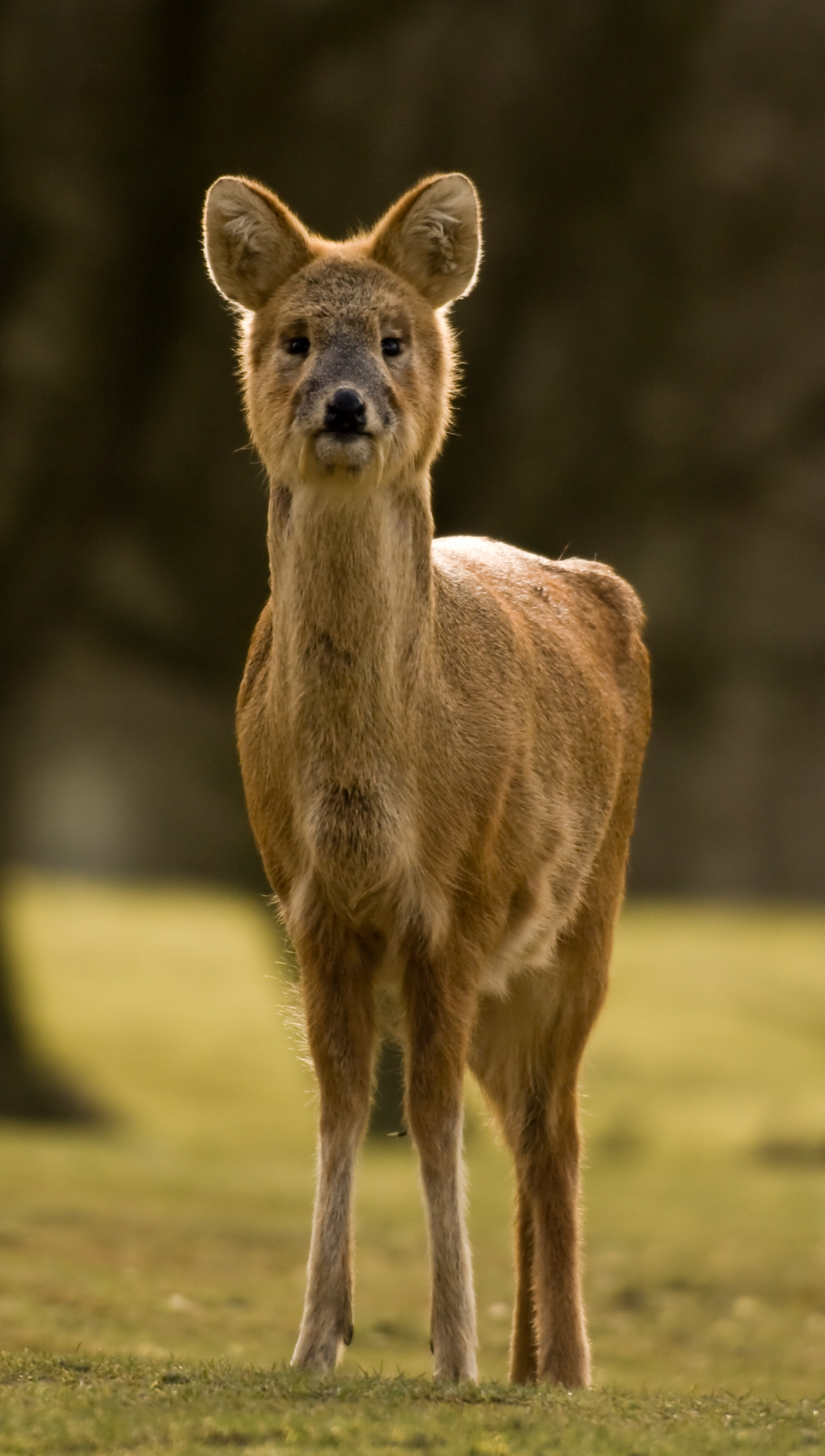
Z očí do očí

Srnčík čínský (Hydropotes inermis) je malým přežvýkavým bezparožnatým sudokopytníkem z čeledě jelenovitých, kde je řazen do podčeledě jelenci.

## Výskyt
Tito drobní příbuzní jelenů žijí ve vlhkých oblastech střední a východní Číny a v Koreji. Vyskytují se okolo údolních řek, v horách i blízko obhospodařovaných polí. Žijí v bažinatých oblastech i na otevřených planinách, úkryt hledají nejčastěji ve vysokém rákosí a vzrostlé trávě.

## Popis
Jsou to poměrně drobní jeleni, jejich délka nepřevyšuje 1 m a výška 55 cm. Samci váží nejvýše 14 kg a samice 11 kg, mají kratičký ocas, ne delší než 7 cm. Hustá a drsná srst, nejdelší je na bocích a zádech (až 4 cm), je ze svrchní strany a na bocích nažloutle hnědá, na spodních částech těla bělavá. Silně zúžená tlama je červenohnědá nebo šedivá a spodní čelist a krk jsou někdy krémové. Uši mají krátké a silně zaoblené. Zadní končetiny jsou mnohem mohutnější než přední. Nemají parohy, zato mají téměř 8 cm dlouhé šavlovitě zahnuté horní špičáky na způsob sloních klů vystupující po stranách z tlamy, špičáky samic jsou mnohem menší. Okolo očí mají pachové žlázy.

## Chování
Tichá, nenápadná zvířata, která lze jen velmi těžko vystopovat v husté vegetaci, ve které se přes den skrývají, aktivní jsou jen zrána a večer. Jsou samotáři, do stád se neshlukují, nejvýše lze spatřit dvojici samce se samicí. Svá území hájí proti ostatním samcům, při zápasech se často zraní zahnutými špičáky na šíji nebo na krku, pokud poražený neuprchne, je i zabit. Pravidelně si označují své okrsky třením pachových žláz na čele o kmeny stromů. Další své pachové stopy zanechávají na zemi ze žláz mezi kopýtky, močí a trusem. Při zpozorování nebezpečí své případné partnery v okolí upozorňují hlasitým štěkáním. Při ohrožení se nahrbí a prchají sérii dlouhých skoků. Dobře plavou, i několik kilometrů mezi ostrůvky při hledání potravy.
Strava spočívá v mladém rákosu, travinách, bylinách a koříncích rostlin. Mají čtyřdílný žaludek, ale jejich bachor je špatně vyvinut, proto tráví sacharidy z rostlinstva velmi neefektivně. Volí potravu s nízkým obsahem vlákniny, ale s lehce rozložitelnými sacharidy, bílkovinami i tuky. Žerou jen úzce vybrané druhy rostlinstva, mladé a sladké.

## Rozmnožování
Srnčíci čínští se páří obvykle od listopadu do ledna a mláďata se rodí v květnu a červnu. Samice po 180 až 210 dnech březosti porodí 1 až 3, občas 4 a někdy až 8 mláďat. Zvířata žijící v evropských zoo se páří obvykle v květnu a rodí dvě, výjimečně tři mladé. Matka mláďata po vrhu opouští a ta leží několik týdnů různě ukrytá v trávě a čekají, až je přijde nakojit. Mají srst s maskovacím vzorem s bílými kroužky a pásky, vzor časem vylíná. Kojení trvá několik měsíců, samci se na výchově nepodílí. Samci dosahují sexuální zralosti v 5. až 6. měsíci, samice v 7. až 8. Dožívají se průměrného věku 10 až 12 let.

## Klasifikace
Srnčík čínský se vyskytuje ve dvou poddruzích:
- Srnčík čínský pravý (Hydropotes inermis Swinhoe subsp. inermis)
- Srnčík čínský korejský (Hydropotes inermis Swinhoe subsp. argyropus) Heude, 1884, poddruh žijící v Koreji.

## Ohrožení
Jsou lovení hlavně pro získání mleziva, které má v čínské lidové medicíně veliký význam. Mnoho jich je pytláky chycenu a snědeno. Jsou také likvidováni majiteli polí, kterým spásají úrodu. V Číně žijí ve větších počtech hlavně na souostroví Zhoushan Islands, v přírodní rezervaci u jezera Poyang a v rezervacích v prefekturách Yancheng a Anhui.
Jejich počty se za poslední léta silně snížily, odhaduje se, že ve volné přírodě žije jen asi 10 000 zvířat. V klasifikaci IUCN jsou hodnoceni jako zranitelný druh. Jsou zvláště citliví na změny životního prostředí plynoucí ze zabírání území pro zemědělské účely, které jim snižují možnost obživy a klidu k vyvádění potomků.

## Zajímavost
Srnčíci čínští byli dovezeni do Británie, kde dlouho žili v oboře, pak utekli a založili divokou populaci, volně žijí také ve Francii.